# Глас Сръбски
„Глас Сръбски“ (на сръбски: Глас Српске) е ежедневник, който се издава от Баня Лука, Република Сръбска. Основан е през 1943 г., като носи своето сегашно име от 2003 г. Вестникът излиза на кирилица.

## История
На 30 юли 1943 г. край село Прекая, близо до град Дървар е отпечатан първият брой на „Глас“, в къщата на семейство Тадич, и е раздаден на първите читатели на следващия ден. Първата редакция на вестника е направена от Скендер Куленович, Илия Дошен, Джуро Пуцар, Рада Вранешевич, Вилко Винтерхалтер, Осман Карабегович и Бошко Шилегович. След Втората световна война, на 13 юли 1968 г. на къщата е издигната паметна плоча в чест на 25–годишнината от изданието, която е унищожена по време на войната през 1995 г. Още през август 1943 г. редакцията на вестника се премества с печатницата си в земите на днешната община Рибник. След земетресението в Баня Лука през 1969 г. вестникът е в затруднено положение, тъй като цялата печатница е съборена, и се налага да се премести.
През своята история на съществуване вестникът няколко пъти променя наименованията си.